# Oskar Olausson
Oskar Olausson (né le 10 novembre 2002 à Stockholm en Suède) est un joueur suédois de hockey sur glace. Il évolue à la position d'ailier droit.

## Biographie

### Jeunesse
Olausson commence sa carrière junior avec le Tranås AIF en 2015-2016, dans leur contingent des moins de 16 ans. Il dispute deux saisons avec eux avant d’intégrer la formation du HV 71 en 2017-2018. Il va gravir les échelons en passant sa première année avec les moins de 16 ans, sa seconde avec les moins de 18 ans et la troisième avec les moins de 20 ans en 2019-2020.
En 2017-2018, il participe au TV-Pucken, un tournoi regroupant les meilleurs joueurs de moins de 15 ans par équipe régionale, il y représente Småland en inscrivant onze points.
En prévision du repêchage de 2021, la centrale de recrutement de la LNH le classe au treizième rang des espoirs européens chez les patineurs. Il est finalement sélectionné au 28e rang par l’Avalanche du Colorado.
Pour la saison 2021-2022, il décide de tenter sa chance en Amérique du Nord et s’engage avec les Colts de Barrie, équipe évoluant dans la LHO.

### En club
Le 26 septembre 2020, il dispute son premier match professionnel contre Rögle BK en SHL. Le 3 octobre 2020, il inscrit son premier point face à IK Oskarshamn en délivrant une passe à Eric Martinsson. Le 24 novembre 2020, il inscrit son premier but face à Luleå HF.
Fin janvier 2021, il est prêté au Södertälje SK et termine la saison dans cette équipe en Allsvenskan.

### En équipe nationale
Olausson représente la Suède au niveau international. Lors de la Coupe Hlinka-Gretzky en 2019, il remporte la médaille de bronze. À l'occasion du championnat du monde junior en 2021, il aide sa nation à finir à la 5e place et il dispute deux matchs au championnat du monde junior en 2022 avant que ces derniers ne soient annulés.

## Statistiques

### En club
| Saison     | Équipe                | Ligue           |    | Saison régulière | Saison régulière | Saison régulière | Saison régulière | Saison régulière |   | Séries éliminatoires | Séries éliminatoires | Séries éliminatoires | Séries éliminatoires | Séries éliminatoires |
| Saison     | Équipe                | Ligue           | PJ | B                | A                | Pts              | Pun              | PJ               | B | A                    | Pts                  | Pun                  |                      |                      |
| 2015-2016  | Tranås AIF U16        | U16 Division 1  | 1  | 0                | 0                | 0                | 0                |                  |   |                      |                      |                      |                      |                      |
| 2016-2017  | Tranås AIF U16        | U16 Division 1  | 15 | 22               | 4                | 26               | 4                |                  |   |                      |                      |                      |                      |                      |
| 2016-2017  | Tranås AIF J18        | J18 Division 1  | 4  | 0                | 0                | 0                | 0                |                  |   |                      |                      |                      |                      |                      |
| 2017-2018  | HV 71 U16             | U16 Elit        | 21 | 16               | 18               | 34               | 10               |                  |   |                      |                      |                      |                      |                      |
| 2017-2018  | HV 71 J18             | J18 Elit        | 8  | 0                | 0                | 0                | 0                |                  |   |                      |                      |                      |                      |                      |
| 2017-2018  | HV 71 J18             | J18 Allsvenskan | 13 | 1                | 1                | 2                | 0                | 3                | 0 | 1                    | 1                    | 0                    |                      |                      |
| 2017-2018  | Småland               | TV-Pucken       | 11 | 7                | 4                | 11               | 0                |                  |   |                      |                      |                      |                      |                      |
| 2018-2019  | HV 71 J18             | J18 Elit        | 8  | 6                | 5                | 11               | 2                |                  |   |                      |                      |                      |                      |                      |
| 2018-2019  | HV 71 J18             | J18 Allsvenskan | 11 | 11               | 3                | 14               | 0                | 3                | 1 | 1                    | 2                    | 0                    |                      |                      |
| 2018-2019  | HV 71 J20             | J20 Superelit   | 11 | 1                | 3                | 4                | 2                |                  |   |                      |                      |                      |                      |                      |
| 2019-2020  | HV 71 J18             | J18 Elit        | 7  | 6                | 1                | 7                | 10               |                  |   |                      |                      |                      |                      |                      |
| 2019-2020  | HV 71 J20             | J20 Superelit   | 21 | 7                | 9                | 16               | 4                |                  |   |                      |                      |                      |                      |                      |
| 2020-2021  | HV 71 J20             | J20 Nationell   | 16 | 14               | 13               | 27               | 10               |                  |   |                      |                      |                      |                      |                      |
| 2020-2021  | HV 71                 | SHL             | 16 | 3                | 1                | 4                | 2                | 2                | 0 | 0                    | 0                    | 0                    |                      |                      |
| 2020-2021  | Södertälje SK         | Allsvenskan     | 11 | 3                | 3                | 6                | 0                | 2                | 0 | 0                    | 0                    | 0                    |                      |                      |
| 2021-2022  | Colts de Barrie       | LHO             | 22 | 12               | 13               | 25               | 8                | -                | - | -                    | -                    | -                    |                      |                      |
| 2021-2022  | Generals d'Oshawa     | LHO             | 33 | 14               | 10               | 24               | 10               | 6                | 1 | 1                    | 2                    | 6                    |                      |                      |
| 2021-2022  | Eagles du Colorado    | LAH             | -  | -                | -                | -                | -                | 4                | 0 | 2                    | 2                    | 0                    |                      |                      |
| 2022-2023  | Avalanche du Colorado | LNH             | 1  | 0                | 0                | 0                | 0                | -                | - | -                    | -                    | -                    |                      |                      |
| 2022-2023  | Eagles du Colorado    | LAH             | 63 | 11               | 9                | 20               | 30               | 6                | 1 | 2                    | 3                    | 10                   |                      |                      |
| 2023-2024  | Avalanche du Colorado | LNH             | 1  | 0                | 0                | 0                | 0                | -                | - | -                    | -                    | -                    |                      |                      |
| 2023-2024  | Eagles du Colorado    | LAH             | 39 | 11               | 9                | 20               | 24               | -                | - | -                    | -                    | -                    |                      |                      |
| Totaux LNH | Totaux LNH            | Totaux LNH      | 2  | 0                | 0                | 0                | 0                | -                | - | -                    | -                    | -                    |                      |                      |

### En équipe nationale
| Année     | Équipe    | Compétition                 |                   | PJ                | B                 | A                 | Pts               | Pun                     |  | Résultat |
| 2018-2019 | Suède U17 | Matchs Amicaux              | 8                 | 7                 | 4                 | 11                | 2                 |                         |  |          |
| 2019-2020 | Suède U18 | Coupe Hlinka-Gretzky        | 5                 | 1                 | 0                 | 1                 | 2                 | Médaille de bronze      |  |          |
| 2021      | Suède U20 | Championnat du monde junior | 4                 | 0                 | 0                 | 0                 | 0                 | 5e place                |  |          |
| 2021-2022 | Suède U20 | Matchs Amicaux              | Saison en cours ? | Saison en cours ? | Saison en cours ? | Saison en cours ? | Saison en cours ? |                         |  |          |
| 2022      | Suède U20 | Championnat du monde junior | 2                 | 1                 | 1                 | 2                 | 0                 | Compétition interrompue |  |          |

## Transactions
- Le 28 janvier 2021, il est prêté par le HV 71 au Södertälje SK[11].

- Le 9 mai 2021, il signe une prolongation de contrat avec le HV71[12].

- Le 6 juillet 2021, il signe son contrat d'entrée avec l'Avalanche du Colorado[13].

- Le 20 juillet 2021, il s'engage avec les Colts de Barrie[14].